# El Capitán Zanahoria y su sorprendente Zoo Crew!
Captain Carrot and His Amazing Zoo Crew! (El Capitán Zanahoria y su sorprendente Pandilla del Zoológico!) es una revista de historieta de la editorial DC Comics, que trata de un divertido grupo de animales superhéroes llamado el Zoo Crew (traducible como Pandilla  del Zoológico). Los personajes aparecieron por primera vez en un suplemento especial en el número 16 de la revista New Teen Titans (febrero de 1982), seguido por una serie publicada entre 1982 y 1983. Los personajes de la pandilla fueron creados por Roy Thomas y Scott Shaw. A pesar de que la serie fue de muy corta duración, los personajes aparecen de vez en cuando en historias del Universo DC gracias a la existencia del "multiverso", que permite a los personajes del equipo existir en una Tierra paralela.

## Publicación
Previamente a su serie propia, el grupo fue presentado en una historia corta extra en la revista New Teen Titans 16. La serie fue cancelada luego de 20 números, con seis números que quedaron sin publicar. Estos fueron publicados años más tarde como una miniserie de tres números titulada Captain Carrot and the Amazing Zoo Crew in the Oz-Wonderland War Trilogy. De hecho, la historia no presentó un conflicto entre la Tierra de Oz y el País de las Maravillas ya que el guionista E. Nelson Bridwell lo consideraba antitético con respecto a la política de los habitantes de Oz, sino que presentó al Rey Nome recuperando el cinturón mágico y usando sus poderes contra Oz y el País de las Maravillas, siendo la pandilla del Zoológico un refuerzo contra él. La serie fue elogiada por el arte de Carol Lay, que emulaba a las obras de  John R. Neill y John Tenniel, pero el guion fue visto por muchos como muy parecido a la novela Ozma de Oz. La miniserie contó con apariciones de Hoppy, el conejo Mararavilla y Los Cinco Inferiores. Luego de sortear algunos problemas con derechos de autor, en septiembre de 2014 bajo la colección Showcase Presents se reeditó la serie completa en un solo tomo en blanco y negro.
Luego de varios años de ausencia, la Pandilla  del Zoologico fue reintroducida en la serie de los Jóvenes Titanes en 2005. En  2007 se publicó una miniserie de tres partes titulada Captain Carrot and the Final Ark presentando al equipo de animales surgido de la serie de los Jóvenes Titanes.
Algunas de las historietas aparecieron traducidas al español por parte de Editorial Novaro en la revista Supermán en México ("Capitán Zanahoria y su pandilla"), y más tarde en España por Editorial Bruguera en su revista Zipi y Zape Especial.

## Ubicación
Los miembros de la Pandilla del Zoológico vivían en una Tierra paralela que, en el multiverso
previo a la denominada "crisis en las tierras infinitas", se la llamaba "Tierra-C. Esta consistía en un mundo donde existían seres antropomórficos parlantes; en las historias se presentaban varios nombres que formaban un juego de palabra con los nombre de animales en inglés para objetos del mundo real, como por ejemplo la ciudad de "Gnu York" (New York City combinado con la denominación en inglés del ñu). Los miembros del equipo operaban en "Follywood, Califurnia," una parodia de Hollywood, California. Otras ciudades de Tierra-C incluían a "Tallahatchee" (Tallahassee, Florida), y "Loondon" (Londres). Los países de Tierra-C incluían a "Cornada" (Canadá), y a "Especies Unidas de América" (equivalente a Estados Unidos) con su capital "Waspington, DC" (Washington D. C.).
El presidente de "Especies Unidas de América" de ese entonces era Mallard Fillmore (una referencia al 13° presidente de los Estados Unidos, Millard Fillmore). Otros personajes famosos de Tierra-C incluían a Liz Whaler (Elizabeth Taylor), Marlin Brando (Marlon Brando), y Byrd Rentals (Burt Reynolds), este último se terminó convirtiendo en un miembro de la pandilla.
Las Figuras históricas y acontecimientos que han ocurrido en la historia de Tierra C también tienen paralelos con los del mundo real, incluyendo la "Segunda Guerra Extraña" (Segunda Guerra Mundial), donde Especies Unidas de América y sus aliados lucharon contra los Ratzis (nazis), y el presidente Abraham Linkidd (Abraham Lincoln representado como una cabra), que fue inmortalizado en la capital del país en el Linkidd Memorial (Monumento a Lincoln).
La población de Tierra C también consistía en varios "animales" que aparecieron en las historias de DC Comics a lo largo de su historia, particularmente los protagonistas de títulos de la edad de oro y de plata como Funny Stuff, The Dodo and the Frog, Real Screen Comics, y otros. Varios de los personajes de esas series harían apariciones en la serie Captain Carrot and His Amazing Zoo Crew. Uno de ellos, Peter Porkchops, fue un miembro de la pandilla actuando como Pig-Iron. También se hizo referencia al tío del héroe Fastback, que resultó ser Merton McSnurtle, una tortuga superhéroe llamada Terrific Whatzit.
Eventualmente, los lectores (y a los miembros de la pandilla) les fue presentada la "Tierra-C Menos", en la cual operaban los "Just'a Lotta Animals" (Solo un montón de Animales), una parodia de la Liga de la Justicia cuyo mundo era un completo reflejo del Universo DC. En 1999, en la miniserie The Kingdom, se presenta a Tierra-C como una de las realidades del Hipertiempo. En la serie "Countdown to Final Crisis", entre los monitores se incluye a uno cuya cabeza y cuello se asemeja al de una jirafa. Mas recientemente, cuando se restableció el Multiverso DC se definió como "Tierra-26" a la de un universo donde la historia y población es similar al de la Tierra-C pre-Crisis.

## Origen del grupo
En el universo de Tierra-1, Superman investigaba un extraño fenómeno que causaba que los ciudadanos de Metrópolis actuaran como primates cuando determinó que la causa era un rayo de energía que procedía del planeta Plutón. Volando hacia el espacio exterior se encuentra con una barrera de energía alrededor de La Tierra, pero luego de que nota que un meteoro la cruza sin ser afectado, se aferra al meteoro e intenta usarlo para atravesar la barrera. Al golpear ambos la barrera, son trasladados al universo alternativo habitado por animales al que luego llamarán "Tierra-C". Allí, Superman conoce varios de sus habitantes, quienes obtuvieron poderes al ser golpeados por varios fragmentos de meteoritos.
Superman y los animales forman equipo para detener la fuente del rayo (el cual causaba que los ciudadanos de Tierra-C actuaran como sus no-antropomórficos ancestros) el cual resultó ser el viejo enemigo de la Liga de la Justicia, Starro, un extraterrestre con forma de estrella de mar, quien había lanzado su rayo de involución desde el planeta Plutón del universo de Tierra-C. Luego de derrotar al villano, los animales deciden formar la Pandilla del Zoológico, y Superman regresa a su hogar.
A diferencia de muchos grupos de superhéroes, al comienzo los miembros de la Pandilla del Zoológico tuvieron muchas dificultades para luchar unidos. Por ejemplo, solían enfrentar de a parejas a sus enemigos, pero al entrar en acción interferían entre ellos y como resultado los derrotaban. Con el tiempo, a medida que avanzó la serie, sus miembros perseveraron y desarrollaron tácticas que les permitió convertirse en un grupo de combate coherente.

## El regreso de la pandilla
En los números 30 y 31 de la tercera serie titulada New Titans (diciembre de 2005 y enero de 2006), el grupo hizo su reaparición después de muchos años, en una historia titulada "Whatever Happened to Captain Carrot?" y presentada en extractos de una historieta que Kid Devil lee dentro de la historia principal. En esta se descubre que la Pandilla del Zoológico se terminó disolviendo y sus integrantes viven en un mundo más "oscuro" que en el que vivían sus aventuras. Yankee Poodle perdió su identidad secreta y es un fugitivo de la ley por estar acusado de intentar asesinar al presidente Mallard Fillmore. Fastback ha desaparecido, Pig-Iron y Rubberduck operan como superhéroes en la clandestinidad debido a la actual ley anti-superhéroes y Captain Carrot se autoimpuso un retiro forzoso luego de la muerte de su compañera, Carrie Carrot, a manos (o garras) de Armordillo y Frogzilla. Él no dejó su vivienda por años y bebe mucho debido a la culpa que siente por la muerte de Carrie. El único miembro de la pandilla que prosperó es Alley-Kat Abra, quien reveló su identidad al público y se convirtió en un famoso mago a nivel mundial. La historia es una parodia de la tendencia sombría y áspera que se identifica con frecuencia a las historietas de superhéroes de fines de la década de 1980 y comienzos de la de 1990, e incluye referencias a muchas series de DC Comics como Batman: The Dark Knight Returns o Watchmen, incluyendo una tapa de la historieta de Captain Carrot la cual se asemeja a la tapa del primer número de Watchmen.
Un nuevo héroe llamado American Eagle escucha a Pig-Iron, Rubberduck y Yankee Poodle en la escena del crimen de Little Cheese conversando acerca de reagruparse para vengarlo. Actuando de forma independiente, confronta a Roger Rodney Rabbit y lo intimida para que vuelva a ser Captain Carrot. Los otros héroes se molestan cuando Abra se rehúsa a unirse al equipo, pero se alegran cuando American Eagle lo trae a Captain Carrot de regreso. Las investigaciones que llevan a cabo revelan que los crímenes contra sus compañeros están conectados: el presidente sobornó a Alley-Kat-Abra para que revelara el secreto de todos los integrantes de la pandilla al gobierno; ella aceptó el dinero, volviéndose rica y famosa, envió a Fastback al futuro, asesinó a Little Cheese e incriminó a Yankee Poodle cuando estuvo demasiado cerca de descubrir lo que le pasó a Fastback. Cuando Alley-Kat-Abra es arresteda por el asesinato de Little Cheese, ella dice que lo hizo porque es una gata, y los gatos odian a los ratones. La Pandilla del Zoológico presenta a American Eagle como su nuevo miembro y se dirigen al futuro para buscar a Flashback.

### Captain Carrot and the Final Ark
La pandilla del Zoológico regresó en una miniserie conectada a la miniserie Cuenta atrás a la Crisis Final. En la miniserie, llamada Captain Carrot and the Final Ark, se cuenta que en el nuevo Multiverso DC la pandilla ahora habita Tierra-26. Allí se revela que ellos pidieron la ayuda de Chip Hunter, Time Master, para lograr rescatar a Fastback del futuro y llegaron a su propia época solo para encontrar grandes cambios. Al revelarse el soborno que recibió Alley-Kat-Abra del presidente Mallard Fillmore hizo que este renunciara avergonzado. El vicepresidente Beneduck Arnold tomó el poder y rápidamente creó la Iniciativa Collar I.D., (una parodia de la historia sobre la registración de superhumanos en evento de Marvel Comics Civil War), lo cual obligaba a los superhéroes a revelar sus identidades secretas al gobierno y llevar puestos collares de identidad. El gobierno dejó de financiar a la Pandilla del Zoológico y estos se vieron obligados a dejar su sede junto al equipo que tenían en ella. Los integrantes de la pandilla se resistieron a registrarse, pero siguieron combatiendo el crimen clandestinamente.
Los miembros de la pandilla regresaron a sus identidades tanto civiles como heroicas. Rodney Rabbit retomó su carrera como escritor y artista de historietas, pero tuvo que dejar de escribir Just'a Lotta Animals. Su abogado presentó una orden de cese y desistimiento, y él obedeció. Fastback comenzó con El Servicio de Entregas a Domicilio más Rápido del Mundo. La carrera de actuación de Rubberduck como Byrd Rentals también se acabó, pero comenzó un programa de reality TV protagonizado por sí mismo y otros actores fracasados. American Eagle continuó su carrera radial como Johnny Jingo, "el presentador radial con dos alas derechas". Pig-Iron consiguió trabajo en una torre de extracción de petróleo, y Yankee Poodle se convirtió en la presentadora de programas de entrevistas mejor calificada luego de que fuera exonerada de todos los cargos.
La pandilla operó brevemente desafiando la ley cuando lucharon contra Salamandroid (en una convención de historietas donde Rodney Rabbit integraba un panel) y nuevamente cuando se enteraron de un plan para destruir lugares clave de Gnu York. Frogzilla reaparece destruyendo todo a su alrededor y pelea contra la pandilla. Durante la pelea se traga a Pig-Iron, para más tarde vomitarlo hacia unos edificios que tienen un portal dimensional. Esto libera a Alley-Kat-Abra de un inframundo. Luego de derrotar a Frogzilla, Abra les cuenta a sus antiguos compañeros que se encontraba prisionera allí por Dark Alley, una copia de ella creada por Feline Faust, el enemigo de Just'a Lotta Animals. Dark Alley fue la verdadera asesina de Little Cheese y la que inculpó a Yankee Poodle. Pig-Iron la apoya y les cuenta a sus compañeros que ella lo contactó telepáticamente mientras estaba en el estómago de Frogzilla. El equipo la acepta a prueba en el grupo y acto seguido parten a buscar la guarida de Salamandroid bajo el océano. Starro el conquistador los sorprende y usa sus duplicados de estrella de mar para hacerles olvidar cómo usar sus poderes. Solo Pig-Iron escapa a esto ya que no puede sumergirse en el agua por miedo a oxidarse.
Starro está trabajando con Rash Al Paca para inundar Tierra-26 y así poder reinarla. Cuando el presidente Arnold revela que los collares eliminaros los poderes de todos los superhéroes de Tierra-26, ellos piden ayuda al grupo Just'a Lotta Animals. Green Lambkin dirige un equipo (que incluye a Hawkmoose, Elon-Gator, Crash, Batmouse y Zap-Panda) para ayudar, y junto a la pandilla del Zoológico luchan en vano para detener la inundación. Ellos se las arreglan para evacuar a gran cantidad de habitantes de Gnu York usando un gran crucero. Mientras Pig-Iron pelea contra Starro y sus tentáculos, Green Lambkin, Zap-Panda y Crash combinan sus poderes para transportar a todos los refugiados en la nave hacia Tierra-C menos. En el camino se encuentran con Muttron, Lightstray y Orihound de los New Dogs; mientras ambos grupos se enfrentan, la nave accidentalmente es atraída por el Kaboom Tube y así transportada a Nueva Tierra. Hawkgirl, Zatanna y Red Arrow encuentran la nave y la rescatan, pero todos sus pasajeros, incluyendo la pandilla del Zoológico, fueron transformados en animales no antropomórficos. Zatanna se lleva a Rodney Rabbit para hacerlo participar de sus espectáculos mientras que los demás compañeros de la pandilla observan sin poder hacer nada. (entre los animales hay un cerdo, aunque en verdad Pig-Iron no estaba en la nave cuando partió). Más tarde, en la batalla que se da en Final Crisis 7, el Monitor Nix Uotan restaura a la pandilla del Zoológico a sus formas antropomórficas junto a sus poderes.
Captain Carrot reaparecería luego en las páginas de The Multiversity, y tanto él como Fastback tienen protagonismo en las historias de Convergencia.

## Miembros
Los miembros del equipo del parque zoológico incluyen a:
- Captain Carrot: Roger Rodney, conejo de Gnu York y líder del equipo, quien a menudo es llamado Rodney para evitar confusiones con el protagonista de la película ¿Quién engañó a Roger Rabbit?. Luego de consumir una de sus "zanahorias cósmicas" (como las llama Rodney), este gana superpoderes durante unas 24 horas, aunque según el uso que les de pueden terminarse antes. Sus podres incluyen super-fuerza, resistencia, mejor visión y audición y saltos super poderosos. La fuente de sus zanahorias inicialmente era un contenedor donde las cultivaba y que fue afectado por un fragmento de meteoro. Luego armó un cultivo en los cuarteles del equipo para poder tener un suministro adecuado. En su identidad secreta Rodney era el escritor y artista de la historieta Just'a Lotta Animals, hasta que sus miembros lo demandaron por violación de derecho de autor y le prohibieron cualquier reproducción de sus aventuras.
- Alley-Kat-Abra: Felina Furr de "Mew Orleans" (una parodia de New Orleans, Luisiana) es una gata. Instructora de artes marciales y estudiante de las artes místicas, Felina usa su varita mágica para lanzar varias clases de hechizos.[14] Ella está enamorada de Rodney / Captain Carrot, y sintió alivio al ver que Wonder Wabbit (de Tierra-C Menos) regresaba a su propio mundo ya que ella también se sentía atraída por Rodney. Felina fue raptada por Feline Faust sin que sus compañeros lo supieran, mientras que una contrapartida maligna, "Dark Alley", la reemplazó y asesinó a Little Cheese.
- Peter Porkchops / Pig-Iron: Un cerdo de Piggsburgh que fue alcanzado por el fragmento de un meteoro y cayó (junto al meteoro) en una cubeta de metal fundido en la empresa siderurgica donde trabajaba. La reacción química resultante transformó su gran cuerpo en acero viviente, con fuerza e invulnerabilidad equivalentes. Pig-Iron era originalmente un personaje de que solía aparecer en historietas de "comedias con animales" DC Comics, llegando a tener su propio título. Al finalizar la miniserie "Final Ark", Pig-Iron quedó en Tierra-C peleando contra Starro para que sus amigos se salvaran. Pese a esto, un cerdo aparece junto al resto de la Pandilla del Zoológico luego de que estos son transformados en animales no antropomórficos al final de la misma miniserie, y luego se lo muestra como uno de los integrantes de la pandilla restaurados a su forma original por el monitor Nix Uotan en Crisis Final 7. Pig-Iron también recibe el apodo "Puerco de Acero" y "Porcino Poderoso".
- Byrd Rentals / Rubberduck: Un pato de Follywood, Califurnia, que originalmente era una estrella de cine y obtuvo el poder de estirar su cuerpo en cualquier forma y longitud cuando el fragmento de un meteorito cayó en su jacuzzi. El nombre Byrd Rentals es una parodia del actor Burt Reynolds. Rubberduck también recibe el apodo de "Mallard el Maneable" y "Pato Dúctil".
- Rova Barkitt / Yankee Poodle: Una Caniche que también es originaria de Follywood, y trabajaba como columnista de chismes y estaba entrevistando a Byrd cuando ambos fueron alcanzados por fragmentos del meteorito. Rova obtuvo la habilidad de proyectar un campo de fuerza repelente (en forma de estrellas azules) con una de sus manos, y con la otra una fuerza de atracción (en forma de estrellas rojas y blancas). El nombre Rova Barkitt es una parodia de la columnista Rona Barrett.
- Timmy Joe Terrapin / Fastback: Una tortuga del pantano Okey-Dokey, al sur de 'Especies Unidas de América', quien, mientras intentaba tomar un Autobús hacia Kornsas City, fue alcanzado por el fragmento de un meteorito y ganó la habilidad de moverse a grandes velocidades. A Fastback también se lo conoce como el "Reptil Misil". Timmy Joe no es la primera tortuga con alta velocidad en su familia. Su tío Merton McSnurtle fue secretamente Terrific Whatzit, un a héroe que luchaba contra el crimen durante la Segunda Extraña Guerra. En una historia se menciona la participación de McSnutle en la "Batalla de la Manteca de Cerdo."
- Chester Cheese / Little Cheese: Un ratón, estudiante en la Escuela Preparatoria Follywood High School, tiene la habilidad de encoger su cuerpo. Es el único de la pandilla en no ganar sus poderes debido a un meteorito. (los obtuvo por comer un trozo de queso experimental que fue enviado ida y vuelta a la luna de Tierra-C). Tampoco fue uno de los miembros fundadores. Terminó revelando su identidad secreta al público y dejando la pandilla para ejercer la abogacía. "Dark Alley", la contrapartida malvada de Alley-Kat-Abra, lo terminaría asesinando.
- Johnny Jingo / American Eagle: Un águila, a quien se conoce como el "presentador de radio con dos alas derechas" durante el día, y como el vigilante durante la noche. Jingo reemplazó a Little Cheese en la reconstituida Pandilla del Zoológico luego de la muerte de este. Es el único miembro sin poderes, aunque usa diferentes artefactos similares a los de Batman.

En la historia que transcurre entre los números 30 y 31 de la serie Teen Titans vol. 3, entre los "meta-animales" muertos de Tierra-C que nombran (además de Little Cheese) se incluye a Carrie Carrot, Giant Giraffe, Marvel Bunny Jr., Ballistic Baboon, Amazing Ant y Power Panda. No se especifica si formaron parte alguna vez de la Pandilla del Zoológico.

## Enemigos
Entre los enemigos de la Pandilla del Zoológico se incluyen:
- Dr. Hoot: un búho que utilizaba diversos artilugios científicos para cometer delitos.[8]
- Amazoo: Un androide de Tierra-C Menos que es una parodia de Amazo; tiene las habilidades de todos los animales existentes.
- A.C.R.O.S.T.I.C.: A Cabal Recently Organized Solely To Instigate Crimes (Una Camarilla Recientemente Organizada Solo Para Instigar Crímenes u otras variantes que sirven para ese particular acróstico), una organización secreta que planea derrocar al gobierno "especieunidense".[7]
- Feathers Fillmore / Brother Hood: El líder en las sombras de A.C.R.O.S.T.I.C., llamado así por su capucha negra. Es el hermano criminal de Mallard Fillmore.[7]
- Cold Turkey: Un pavo con control de clima y dispositivos de "rayos fríos"; él llama a sus matones "Snowbirds" (pájaros de nieve).
- Jailhouse Roc: Un buitre volador gigante que estuvo encarcelado desde fines de la década de 1950 hasta que fue liberado para trabajar para A.C.R.O.S.T.I.C.[7]
- Digger O'Doom: Un topo que ganó tremenda fuerza luego de comer una de las zanahorias de Rodney.[6]
- Fennimore Frog / Frogzilla: Una rana que se transformó en una rana gigante gracias a A.C.R.O.S.T.I.C. en busca de venganza contra su viejo enemigo Dunbar, un dodo. Tanto Fennimore como Dunbar aparecieron originalmente en el título The Dodo and the Frog de DC Comics en la década de 1950.[7]
- Feline Faust: Un gato hechicero proveniente de Tierra-C Menos, y homólogo del villano de DC Comics Félix Fausto. Su servidora, "Dark Alley", luego asesinó a Little Cheese e hizo que culparan a Alley-Kat-Abra por el crimen.
- Gorilla Grodd: El inteligente gorila controlador de mentes una vez se transportó a Tierra-C y terminó siendo derrotado por la Pandilla del Zoológico y Changeling.[15]
- Armordillo: Un villano del estado de "Taxes" con una "armadura de nueve bandas" y garras afiladas.[16]
- Kongaroo: Un enorme canguro de Aukstralia que fue transformado en un canguro gigante por A.C.R.O.S.T.I.C.[7]
- King Kone: Garrison Gorilla, un gorila disgustado exempleado de la heladería Basset & Robins que lleva un traje refigerado (como el Sr. Frío), y equipado con un arma que dispara bolas explosivas de helado.[17]
- Time-Keeper:
- Time-Keeper: Un oso corpulento que recolecta momentos importantes de la historia, interrumpiendo el flujo normal del tiempo en Tierra-C. Sus poderes de control del tiempo son considerables; probó ser capaz de envejecer o rejuvenecer a los demás o incluso transportarlos por el espacio. Intentó conquistar románticamente a Alley-Kat Abra.[18]
- Salamandroid: un villano con poder basado en el calor, creación del Dr. Hoot; miembro del movimiento anti-mamíferos en The Final Ark.
- Rash Al Paca: El homólogo en Tierra-26 de Ra's al Ghul, trabaja junto al movimiento anti-mamíferos para inundar el mundo en The Final Ark.
- Starro: Un pedazo de la estrella de mar conquistadora del DCU se regeneró con todos sus poderes en el mundo de la Pandilla del Zoológico, aunque sus tácticas son algo diferentes. Fue el primer oponente de la Pandilla y más recientemente apareció en Captain Carrot and the Final Ark.
- A. "Wolfie" Wolfe / Wuz-Wolf: Antiguamente vecino de Peter Porkchop, Wolfe pasó a ser un villano cuando adquirió un talismán que contenía algo del acero en el que Peter cayó y le dio sus poderes (y que contiene fragmentos del meteorito también). Él es la versión en Tierra-C de un hombre lobo, aunque en este caso tenía la compulsión de querer comer a Peter en su juventud (para lo cual recibió ayuda psiquiátrica)

## En otros Medios
- En Robot Chicken DC Comics Special aparece la Pandilla del Zoológico en una sátira en la cual los superhéroes de Tierra-Uno viajan a Tierra-C para el funeral de Captain Carrot. Linterna Verde no puede evitar reirse al ver que los nativos de esa dimensión son todo animales parlantes que se ven como dibujos animados. Cuando Little Cheese se queja con Superman por el comportamiento de Linterna Verde, Batman se burla del nombre de Little Cheese. Pig-Iron y Rubberduck también hacen una aparición en un tercer especial de Robot Chicken y DC Comics. "Weird Al" Yankovic le puso la voz a Rubberduck.
- La Pandilla del Zoológico tuvo una aparición en Scribblenauts Unmasked: A DC Comics Adventure.